# Йоганн Вольфганг Деберайнер

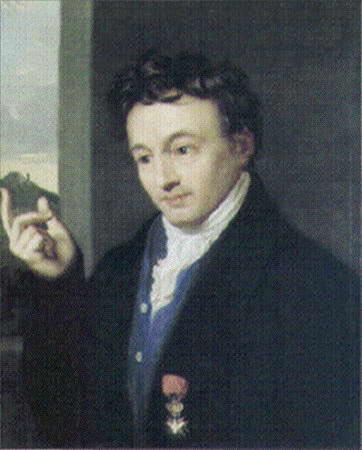
Йоганн Вольфганг Деберейнер

Йоганн Вольфганг Деберайнер (нім. Johann Wolfgang Döbereiner; 13 грудня 1780, Гоф — 24 березня 1849, Єна) — німецький хімік, найбільш відомий тим, що перший висловив періодичний закон.

## Біографія
Йоганн Вольфганг Деберайнер народився в баварському містечку Гоф в сім'ї кучера. Не маючи можливості здобути середню освіту, Деберайнер старанно займався самоосвітою і зміг здати іспити на посаду помічника аптекаря. Щоб отримати право завідувати аптекою, в 1800—1803 він вивчав природничі науки в Страсбурзі. Повернувшись до Німеччини, Деберайнер через нестачу коштів і цехові обмеження фармацевтів не зміг здійснити свої плани. Його спроби організувати виробництво і продаж хімічних речовин, а також заснувати навчальний заклад з підготовки хіміків-технологів також не завершилися успішно. Тим не менш, численні публікації Деберайнера про вдосконалення способів отримання різних речовин були зі схваленням зустрінуті фахівцями, і в 1810 році він за сприяння Йоганна Вольфганга фон Ґете був запрошений до Єнського університету на посаду професора.

## Наукова робота

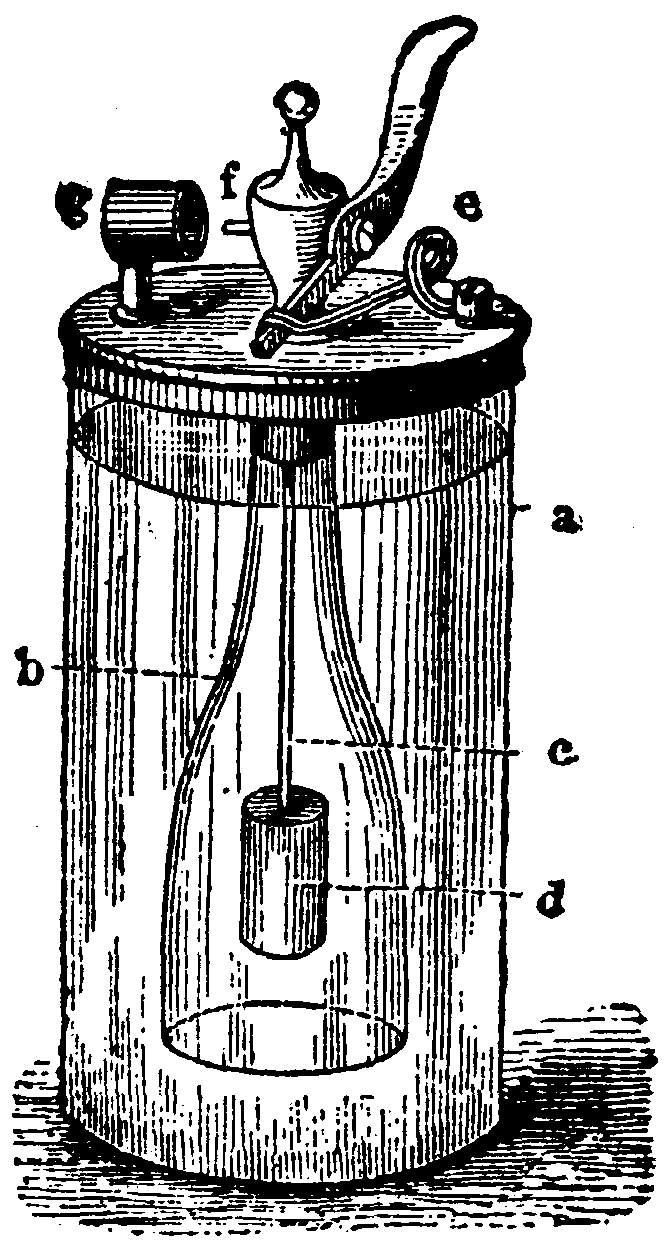
«Кресало Деберайнера»

Значна частина досліджень Деберайнера присвячена вивченню властивостей металів та їх оксидів, а також закономірностей у зміні властивостей елементів. В 1821 він отримав оцтову кислоту окисленням етилового спирту в присутності платини; в 1823 Деберайнер повідомив про займання струменя водню, спрямованої на губчасту платину. Ці роботи, відразу ж отримали високу оцінку серед хіміків, поряд з дослідженнями Гемфрі Деві заклали основи каталітичної хімії — розділу хімії, званого зараз гетерогенним каталізом. На основі останньої реакції він сконструював прилад, що одержав назву « кресало Деберайнера».
Деберайнеру вдалося встановити перші закономірності в зміні властивостей елементів. Він зауважив, що якщо розташувати три схожих за хімічними властивостями елемента в порядку зростання їх атомних ваг, то атомна вага другого (середнього) елемента буде приблизно дорівнювати середньому арифметичному атомних ваг першого і третього. У 1817 Деберайнер встановив таку закономірність для першої «тріади» — лужно-земельних металів: кальцію, стронцію та барію. В 1829, після того, як Й. Я. Берцеліус підтвердив його дані, Деберайнер розповсюдив цей принцип на інші елементи, запропонувавши ще дві тріади (літій, натрій, калій і сірка, селен, телур). В основу своєї класифікації, крім атомних ваг, він поклав також аналогію властивостей і характерних ознак елементів і їх сполук.
Роботи Деберайнера по систематизації елементів спочатку не привернули до себе уваги. У 1840 Л. Гмелін, розширивши список елементів, показав, що характер їх класифікації за властивостями набагато складніше, ніж поділ на тріади. Проте закон тріад Деберайнера підготував ґрунт для систематизації елементів, що завершилася створенням Періодичного закону.
Деберайнер був не тільки вченим, а й видатним хіміком-технологом. Він займався вивченням процесів фарбування тканин, організував крохмально-патокове виробництво, вивчав хімічні основи бродіння і т. д. Знайдений Деберайнером спосіб перетворення етилового спирту в оцтову кислоту знайшов застосування в промисловому виробництві цього продукту.